# 沃佳納巴爾卡 (波爾塔瓦州)
49°54′8″N 34°28′54″E / 49.90222°N 34.48167°E
沃季亞納巴爾卡（烏克蘭語：Водяна Балка）是位於烏克蘭中部波爾塔瓦州裏波爾塔瓦區的村莊，距離沃羅達伊1.5公里，面積2.09平方公里，海拔高度179米，2001年人口717。